# Помоклі
Помоклі́ — село в Україні, у Ташанській сільській громаді Бориспільського району Київської області. Населення становить 1211 осіб.
Розташоване за 74 км на південний схід від районного центру (шосейним шляхом теж 74 км), за 12 км від автомагістралі Київ-Харків, за 120 км від обласного центру, найближча залізнична станція — Яготин знаходиться за 28 км.
Помоклі — з татарської згарище. На поч. XVII ст. цей край почали заселяти козаки, досі збереглися назви кутків по іменах перших козаків-поселенців Савенки, Гаврилівка. 1910 - село, центр  Помоклівської волості Переяславського повіту Полтавської губернії, 834 господарства, 4759 осіб обох статей з найманими робітниками. В 1930 році в селі був 481(?) двір та мешкало 5215 жителів. В 1930 р. створено колгосп ім. Кірова, а в 1931 р. — «Жовтнева хвиля». Під час штучного голоду померло
3000 осіб., з них поіменно встановлено 1007 осіб., що підтвержується повністю вцілілими записами у книгах реєстрації актів про смерть за 1932 і 1933 роки. 19 серпня 1994 року в урочищі Тишків Гай, одному з найбільших місць масових поховань замучених голодом жителів села, встановлено пам'ятний знак.
У грудні 2009 Святійший Патріарх Київський і всієї Руси України Філарет освятив новозбудований храм Покрови Пресвятої Богородиці УПЦ КП. Храм збудовано за проектом київського архітектора Г. Рогожина.

##### Географія
Село Помоклі та прилеглі території розміщені на рівнинній низинній місцевості. Південно-західна частина села побудована на болотистій місцевості, де протікала річка Грудка. Внаслідок широкомасштабних меліоративних робіт проведених у 1974—1977роках пересувною механізованою колоною № 166 тресту Київводбуд була осушена площа 222 га. Болота, річкові рукави зникли й відтоді типовим ландшафтом стали луки з мережею водоканалів. На південному сході, у напрямку сусіднього села Шевченкове, територія більш горбиста і спостерігається підвищення місцевості. На сході, у напрямку села Дениси, територія горбиста, але переважно низинна. До 80-х роках XX століття там існував природний яр глибиною до 8 метрів і довжиною до 1 км, який був загорнутий в агропромислових цілях, проте весняні талі води, літні дощі вимивають на старому місці новий яр. Ґрунти місцевості неоднорідні: пісок, супісок, чорнозем, солонці. В центрі, на якому розміщена більша територія поселення, переважає чорнозем. Східна частина села та землі, які використовують для сільськогосподарських робіт — супісок та чорнозем. З півночі та на північному заході — пісок. Це не родючі ґрунти, на них розміщуються луки, ліси, поля, частина присадибних ділянок жителів села. Мікротопонімія села: Щодо походження назви топоніму Помоклі, то в істориків існує дві версії. За першою назва походить від того що місцевість заливалася водою, за другою від татарського «помоклі» що означає «погоріле». Багата історія населеного пункту відобразилась у його власних географічних назвах, а саме гідронімах та оронімах: Гнилка (місцева назва Грудка) — річка, зникла в результаті меліоративних робіт в 70-х рр. XX ст.; Пархоми — колишнє озеро, за переказами назва походить від імені власника, одного з перших поселенців Пархома Волошина; Кругле — ставок, назва якого походить від форми; Сичове — ставок, назва якого походить від імені власника; Куплювате — ставок, місцеві жителі тлумачать походження назви від слова «копане»; Довге — рукотворне озеро назване за прізвищем колишнього господаря, знаходиться в лісі, на півночі від села. Безодня — рівнинна місцевість, яка весною заливається водою; Жабокруківка — болотиста місцевість; Зарічча — урочище, знаходиться за колишньою річкою Гнилка; Яр — частина поля біля кургану «Соболева Могила», у якому брали червону глину; Солонці — рівнинна місцевість на солонистих ґрунтах; Завалля — урочище за валом, у якому добувалась червона глина; Тогобівка — урочище, де добували білу глину; Могилки — горбиста місцевість біля села Помоклі; «Півнева Могила» — стародавній курган; Плисове — низовина, де в давнину під час повені у воді вимочували полотна; Тарасова Долина — низовина, яка знаходиться між селами Помоклі та Сомкова Долина. За легендою в ній зупинявся на відпочинок Тарас Шевченко, коли йшов пішки з Яготина в Переяслав. Межові урочища на кордоні з держлісгоспом, простягаються попід лісом, закріплені межовими знаками й називаються: Дегтярне (Дехтярія), Пройма, Гай. Навколишні лісові насадження також розрізняють за назвами: Березина — ліс знаходиться під селом Помоклі в сторону села Строкова; Займа, тому що лісове насадження зайняло територію поля, знаходиться в сторону Сомкової Долини; Сушарка — територія лісу, на північ від села, де в давнину стояла шишкосушарка; Середня — ліс, який знаходиться на схід від села Помоклі в сторону села Дениси; Казенне — територія лісу, що належала державі, а назва походить від русизму «казёний лес»; Сухий гай — ліс, який знаходиться під селом Помоклі, назва походить від постійних пожеж, що виникали на цій території. На території держлісфонду окремими дільницями знаходяться урочища Гудівщина, Гуменське, Онистратове, Бовтівське, Дибине, Самарське, Базалєвське Боголюбське, Тарасове, Бовине, Варчине. Польові землі, що використовуються для сільськогосподарських робіт корінне населення розрізняє за назвами: Торчове, саме крайнє в торці до села Денис; Середнє знаходиться посередині між селами Помоклі та Дениси; Урашівське обсажене лісополосами, має багато ярів, низин; Кучерява (Кучеряве) обсаджене кучерявими дубами знаходиться в сторону села Шевченкове; Остапенкове, земля належала одноосібному господарю Остапу; Заріччя (за річкою), у сторону села Виповзки; Луки — біля села Помоклі; Чернече — урочище, у 18 ст. земля належала переяславському Михайлівському монастирю; Помірки — піщаний вигін, назва походить від наділів землі жителям села після Столипінської реформи. Найбільш інформативними є назви сільських кутків, переважно антропоніми, які засвідчують імена, прізвища та прізвиська помокельських першопоселенців: Бримарі, Бовине, Волошини, Гаврилівка, Геращенки, Горобці, Губи, Жуки, Кравченківське, Матови, Пархоми, Савенки, Самарі, Сичі, вулиці Панченківська, Хоменківська, Гаврилівська. Декотрі кутки отримали свої назви за асоціативними причинами: Пташиний хутір — від прізвищ жителів Сич, Горобець та прізвиськ Шуліка, Шпак, Півень, що його населяли; Моряки (від професії першого поселенця — колишнього моряка); Хутір — окреме поселення без назви, яке потім приєднали до села; Безуловка територія де була відсутня вулична забудова; Волость — де знаходилась волосна управа; Новоселиця — заселенена на початку XX ст. Кладовищ в селі декілька, їх також розрізняють за назвами: Кравченківське (Кравченки); Жуки; Макаровщина; біля Кущів; Тишкків Гай. Землі сільської Ради межують з сусідніми селами: Випозки, Травневе, Строкова, Соснова, Сомкова Долина, Радянське, Дениси.

##### Історія

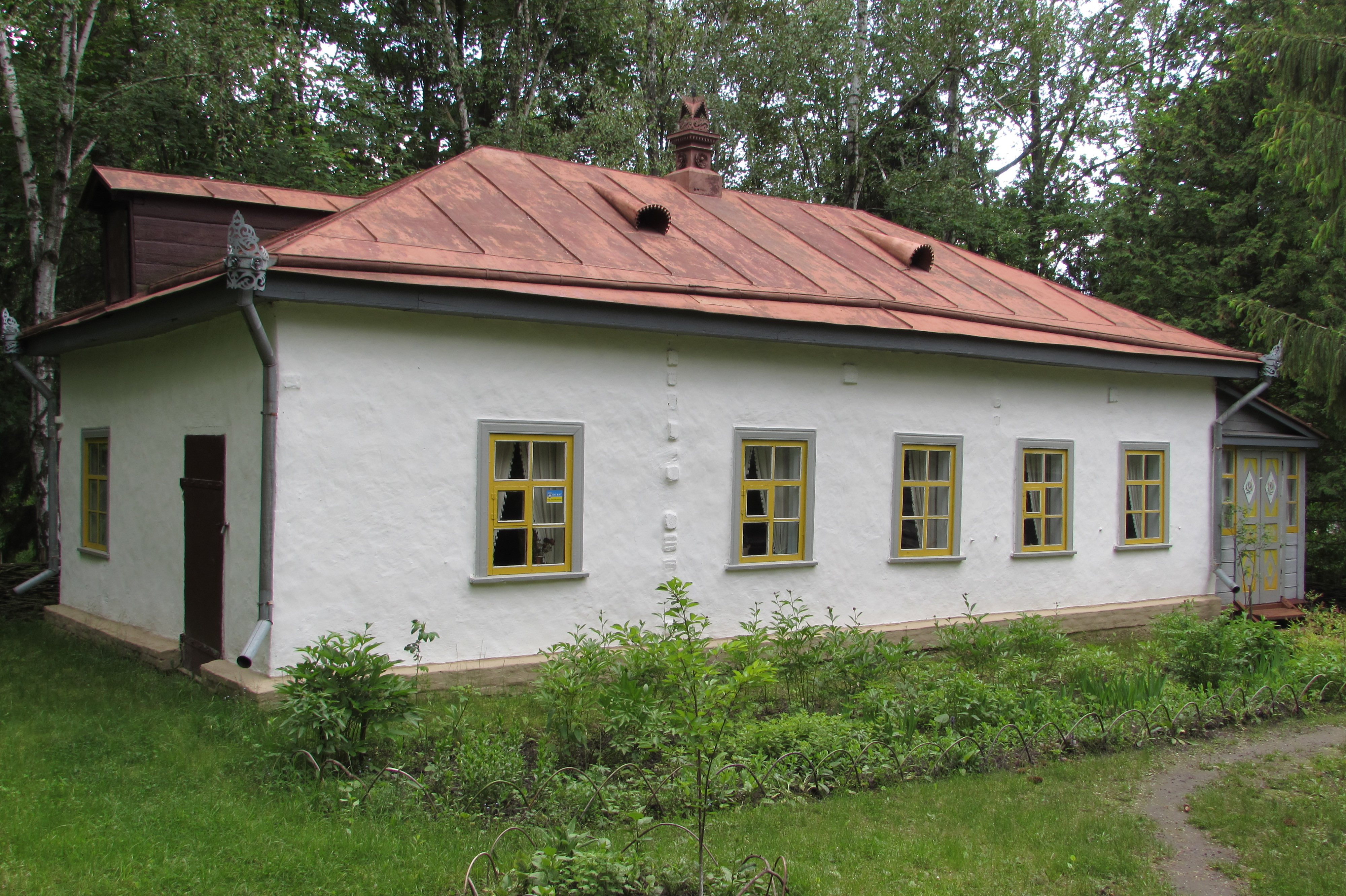
Церковно-парафіяльна школа з с. Помоклі. Кінець 19 ст

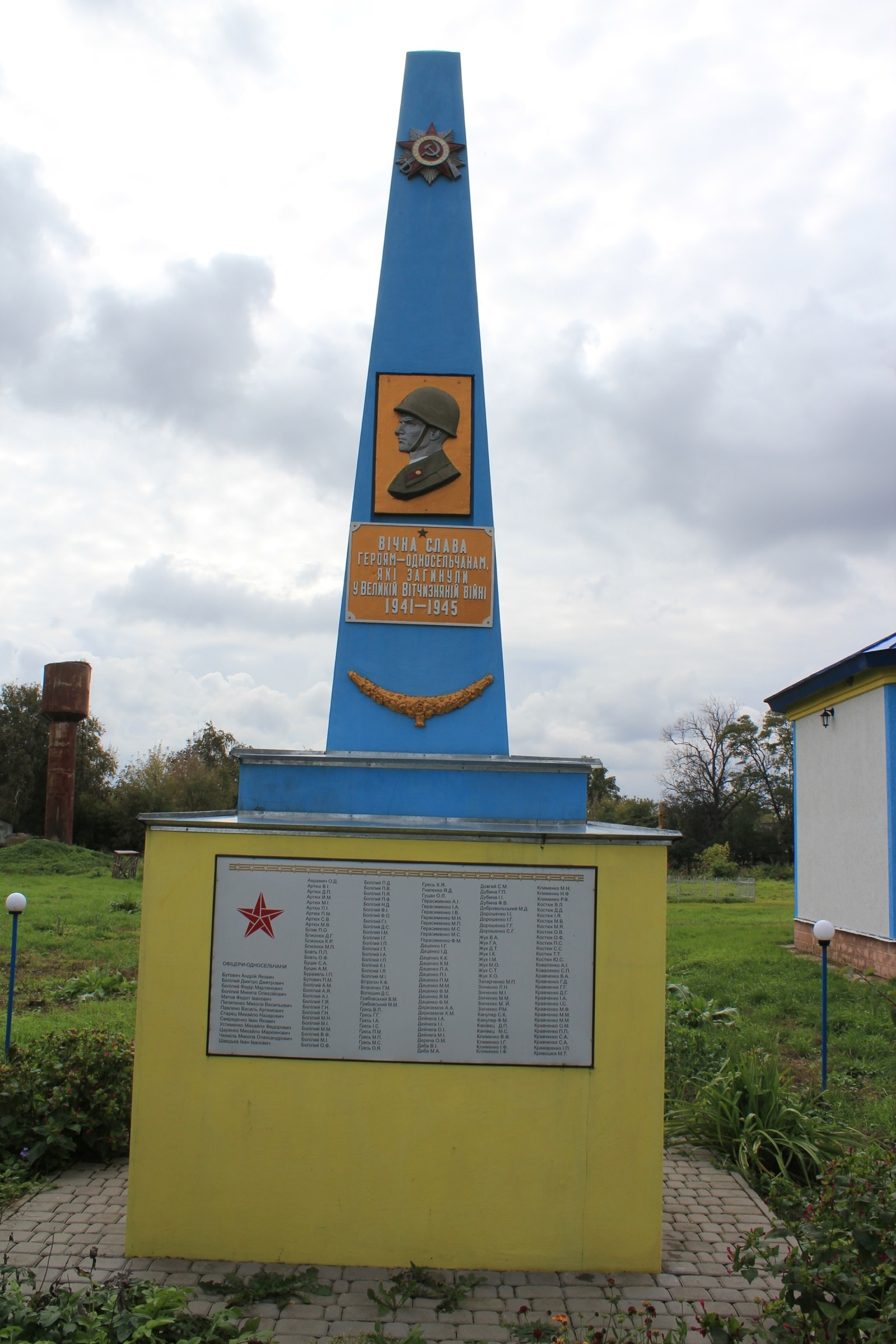
Пам'ятник воїнам-односельцям, які загинули в роки Другої світової війни, село Помоклі, біля будинку культури

Обстеження села та околиць засвідчують заселення людністю даної території ще в доісторичні часи. Найбільше матеріальних пам'яток виявлено в урочищі Завалля-Заріччя починаючи від епохи бронзи (кінець ІІІ — ІІ тис. до н. е.) так званої середньо-дніпровської культури (ранній період епохи бронзи XVIII—XV ст. до н. е.), періоду середньої бронзи XV—XII ст. до н. е. культури багатовалікової кераміки до Черняхівської культури (ІІ-V ст.) та пізнього середньовіччя 18-19 ст. В урочищі Сичі локалізовано два пункти із знахідками кераміки ранньої та середньої бронзи; ранньої залізної доби (ІХст.до н. е.), Черняхівської культури (ІІ-V ст.) та пізнього середньовіччя (пол. XIII—XVIII ст.). В урочищі Завалля знайдені пам'ятки поселень Черняхівської культури (ІІ-V ст.) пізнього середньовіччя (пол. XIII—XIV ст.; XVI—XVIII ст); в урочищі Тогорбівка- Черняхівської культури (ІІ-V ст.), пізнього середньовіччя (XVI—XVIII ст.); в урочищі Чернече періоду пізнього середньовіччя (пол. XIV ст. — XVII ст.) ; в урочищі Заріччя — періоду гетьманщини XVIII ст. та ХІХ ст. Поблизу Помоклів збереглися кургани скіфських часів (VI—III ст. до н. е.) та залишки стародавнього земляного валу. Різночасові археологічні знахідки дають підстави вважати, що люди на даній території проживали майже неперервно.
Проте, у писемних джерелах село під назвою Помокле вперше згадується в 1622 р. в Переліку сіл та хуторів Переяславського староства. Серед найдавніших картографічних джерел село під назвою Помокла локалізоване на сучасній території на мапі французького інженера Гійома де Боплана в 1625—1630 рр. Таким чином, нині наукових досліджень історичною датою заснування села можна вважати 1622 рік. З історичних джерел відомо, що за часів Козаччини село Помоклі віддавалось гетьманами у володіння переяславським полковникам. Таким чином дворищами й землею тут почергово, а інколи й одночасно володіли: Іван Якович Лисенко (командував полком в 1669—1677), Леонтій Артемович Полуботок (командував полком в 1685—1687 та в 1689—1690), який ще за своєї першої каденції отримав у селі власність, а потім віддав її в посаг своїй дочці Варварі, коли вона вийшла заміж за Павла Самійловича Добронизького (пом. 1729), переяславського священика. Він також мав у Помоклях власність успадковану від свого батька Самійла Васильовича (1675—1701 рр.) та діда, протопопа переяславського, Василя Добронизського, який володів тутешнею землею з середини XVII ст. Мав власність полковник Яким Головченко (1688—1689). Власниками в Помоклях також були переяславський полковник Іван Мирович (командував полком в 1691—1706), сотник полковий Сокольничій. Полковник Стефан Томара (командував полком в 1708—1715) в 1714 р. віддав свою частину села, ліс, землю переяславському Михайлівському монастирю, який володів всіма цими добрами до 1786 року. Окрім шляхетних власників в селі у XVII—XVIII ст. проживали люди різного соціального стану: виборні козаки, підсусідки, посполиті (селяни), духівництво. В 1729—1764 рр. село належало до 2-ї сотні Переяславського полку.
Є на мапі 1812 року
Станом на 1799—1801 рр. с. Помоклі було найбільшим селом в Переяславському повіті за кількістю населення (1061 душ). Після скасування полкового устрою в селі створюється сільське правління. В 1834—1859 рр. село (1388 осіб) підпорядковане Студениківському волосному правлінню Переяславського повіту. З 1859 р. по 1919 р. село є центром Помоклівської волості, яка в Переяславському повіті входила до 3-го стану, 5-ї земської дільниці, 2-ї слідчої дільниці, 2-ї судово-правової дільниці, до 1-ї призовної дільниці. В селі був стаціонований кінно-поліцейський урядник, до функцій якого відносився догляд за правопорядком на території всієї волості (с. Виповзки, с. Дениси, с. Соснова, с. Строкова). З 1900 р. по 1915 р волосними старшинами обиралися: козак Федір Федорович Чорненький, козак Іван Карпович Бережний, козак Максим Іванович Коваленко, козак Сподин, Іван Олександрович Чепега, Іван Петрович Тищенко. В 1902 році в селі проживало 4482 осіб, а станом на 1918 р. кількість населення зросла до 4759 осіб.
У 1919 р. згідно декрету від 8 лютого Тимчасового Робітничо-Селянського уряду України «Про організацію влади на місцях» органом влади визнавався волосний виконавчий комітет Робітничих, селянських і червоноармійських депутатів. Йому підпорядковувався вищий розпорядчий і виконавчий орган влади села — сільська Рада робітничих, селянських і червоноармійських депутатів. У березні в селі був скликаний волосний з'їзд селян, на якому обрали перший волосний революційний комітет (голова Герасим Іванович Сич). 7 березня 1923 р в Україні був скасований поділ на повіти та волості. Тоді ж була створена Помоклівська сільська Рада, яка увійшла до складу новоствореного Переяславського району. В адміністративно-територіальному підпорядкуванні сільської Ради залишились село Помоклі (4873 осіб), та два хутори: Жолоб (36 осіб) і Горненський (95 осіб). Сільська Рада займалась організацією комітету бідних селян, сприяла розвитку сільськогосподарських артілей, зокрема виділяла земельні ділянки. Чимало помокельців на наділених землях засновували нові хутори утворюючи одноосібні господарства. За документальними джерелами кількість населення в селі в 1927 р. зменшилась до 4767 осіб. За переписом 1930 р. в селі налічується 481 двір, а кількість населення становить 5215 жителів.
Дії радянської влади спрямовані на скорочення кількості індивідуальних господарств та встановлення диктаторської комуністичної ідеології, штучний голодомор 1932—1933 рр. призвели до колосальної втрати населення в Україні. Зокрема в Помоклях за спогадами очевидців померло понад 3000 осіб, з них поіменно встановлено 1007 чол., що підтверджується записами у книгах реєстрації актів про смерть за 1932 і 1933 роки.

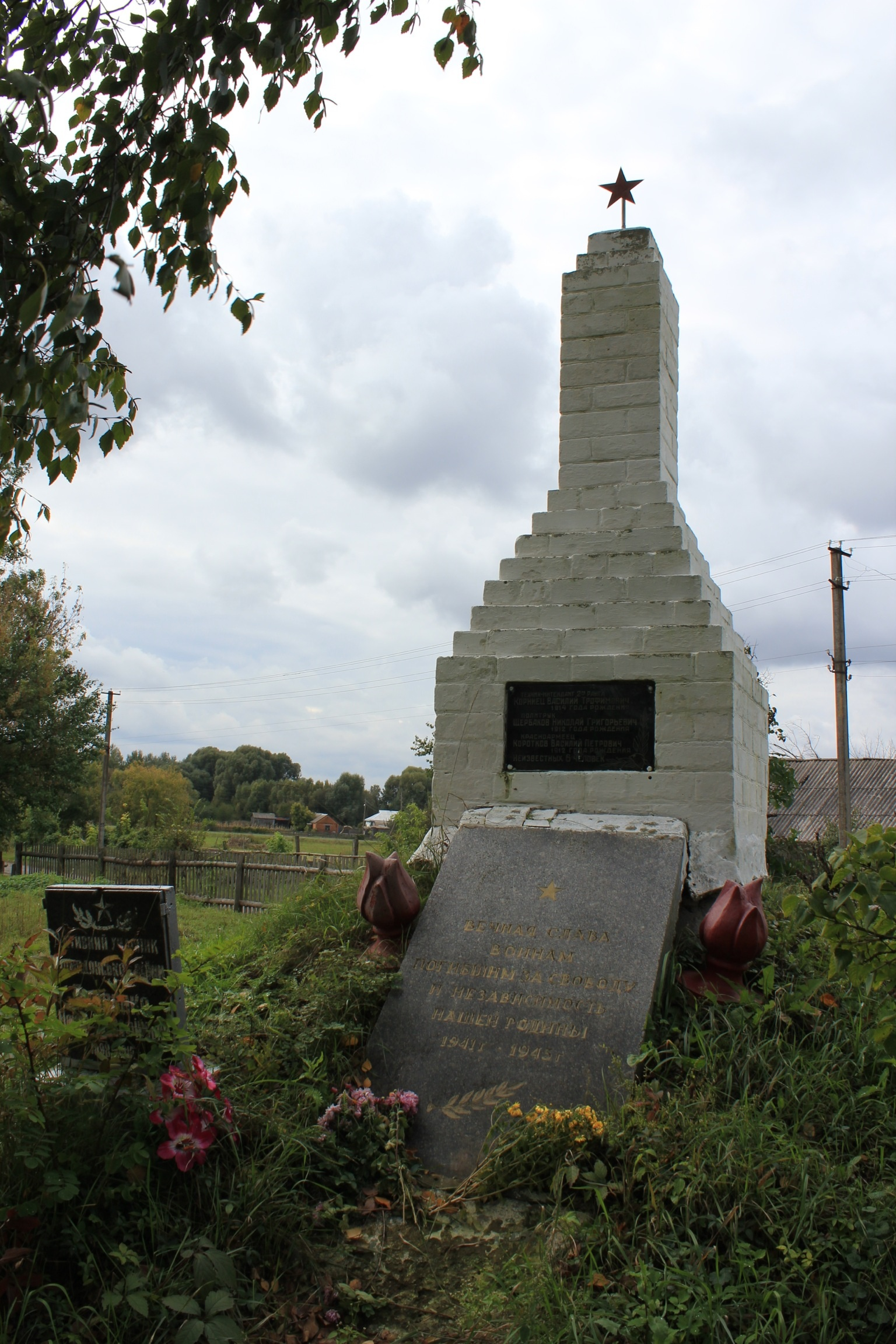
Братська могила воїнів Радянської Армії, які загинули в роки Другої світової війни, село Помоклі

Непоправних втрат додало воєнне лихоліття Другої світової війни, окупаційний режим 1941—1943 рр. За даними краєзнавців під час Німецько-радянської війни 1941—1945 років в бойових діях загинуло 422 помоклівці, понад 30 дівчат було вивезено до Німеччини. За мужність і відвагу, виявлені на фронтах Німецько-радянської війни в боротьбі проти німецько-нацистських загарбників, 112 жителів села нагороджено орденами й медалями СРСР.
Село було реокуповане росіянами 21 жовтня 1943 року й одразу почало відновлюватися. Так, за статистичними відомостями в 1946 році кількість дворів становила 788 одиниць, у яких проживало населення 2900 осіб; в 1956 р. — дворів 837 од., населення — 2940 осіб; в 1962 р. — дворів 841 од., населення — 3136 осіб. З 5 серпня 1944 р. була змінена назва району, відтоді Помоклівська сільська рада стала адміністративно-територіальною одиницею Переяслав-Хмельницького району Київської області. 13 лютого 1960 р. на виконання рішення Київського облвиконкому, відбулося об'єднання Виповзької та Помоклівської сільських рад у Помоклівську сільську Раду.
З 1963 р. кількість жителів почала зменшуватися. Так, наприклад, якщо з 1956 р. по 1963 р. народилося 574 дітей, а померла 221 особа, то з 1964 по 1970 р. — народилося 312 дітей, а померло 215 осіб. Якщо в 1958 р. приватними господарями було збудовано 72 нові будинки, то в 1970 тільки 12. В 1970 р. в селі налічувалось 806 дворів, у яких проживало 2468 осіб. З 1990 р. в підпорядкуванні Помоклівської сільської Ради залишилася громада одного села Помоклі. В 1998—2012 роках головами сільської Ради були Черненька Галина Миколаївна, Клименко Микола Васильович. Станом на 1 липня 2013 року територія, що відноситься до сільської Ради становить всього 5951,00 га в тому числі: з неї під особисті господарства зайнято 564 га, лісовий фонд « Студениківське лісництво» становить 982,8 га. Загальна кількість населення, що постійно проживає в селі, станом на 1 липня 2013 р. становить 1024 особи, з них зареєстрованих офіційно — 768 осіб.

##### Господарства
За історичними джерелами в селі з XVII ст. і до 1930-х рр. XX ст. існували різні форми земельної власності: державна, приватна, церковна. Жителі села переважно займалися сільським господарством: вирощуванням зернових та тваринництвом. Самостійні власники з невеликими земельними наділами були об'єднані в земле-громади: козацькі, селянські. Окрім хліборобства та тваринництва окремі сільські господарі з давніх-давен займалися промислами та ремеслом. Зокрема, у середині ХІХ ст., у селі служив священиком Іосіф Забіякін, досвідчений майстер по спорудженню іконостасів та іконописець. З к. ХІХ ст. й до 1942 р. на всю округу були популярними вироби зі столярної майстерні Сергія Царенка та його синів Маркіяна, Ілька. Кустарі виготовляли різні меблі, футляри для настінних годинників, рами віконні, двері фільончасті, бодні, діжки, вулики, вибійчані дошки, особливим попитом користувались скрині. У 20-50-х рр. XX ст. с. Помоклі було центром на Переяславщині народних ремесел: вибійчаного та ткацького. Серед промислів у XVIII—XIX ст.ст. особливо були розвинені млинарство, шинкарство (в 1905 р. — 101 млин, 5 шинків). Після зміни державного устрою, та встановлення радянської політичної системи землі, поміщиків та заможних козаків були конфісковані та поділені між малоземельними та маломірниками. В 1927 році в село приїхала землевпорядна партія. Територію села поділили на 5 частин, на яких згодом почали утворюватися колгоспи. За спогадами старожилів в 1930 р. було організовано 4 сільгоспартілі: «Дружба», «Своя воля», «Червоний пролетар», «Непереможне». Також 1931—1932 рр. в селі зоставались одноосібні господарі. За документальними джерелами в 1936—1937 рр. в Помоклях існували три колгоспи: «Перемога» орної землі — 297 га; «ім. Косіора» орної землі — 137 га; «Жовтнева Хвиля» — орн.землі — 2256 га, які спеціалізувалися на вирощенні зернових культур, цукрового буряка. В господарствах працювало 18 вітряних млинів. Незадовго до війни 1941—1945 рр. всі колективні господарства об'єдналися в один колгосп «Жовтнева хвиля». Після визволення села від німецько-нацистських загарбників, відновлюється колгоспна система господарювання. Станом на 1947 р. за колгоспом «Жовтнева хвиля» закріплено загальна територія 4147 га з неї 3990 га займають сільгоспугіддя. Відбудовується господарська частина, станом на 1953 р. створено дві тракторні бригади, колгосп має своїх власних 13 тракторів, 5 комбайнів, 10 машин. Механізовано водопостачання, приготування і подача кормів на всіх тваринницьких фермах. Механізовано і всі основні польові роботи. З 1960 по 1987 роки село Виповзки було з'єднано з с. Помоклі в один колгосп, який називався «Більшовик» і за яким було закріплено 5131 га сільськогосподарських угідь, з них 3091 га орної землі та 500 га пасовищ. Колгосп спеціалізувався на вирощуванні зернових культур, цукрового буряку, коксогизу, м'яти, картоплі та інших овочів, а також було розвинене тваринництво: 1500 корів дійного стада, стільки ж молодняку. З допоміжних підприємств працювали пилорама, млин, столярна майстерня. В 1993 колгосп «Більшовик» реорганізований у колективне сільськогосподарське підприємство «Помоклі», а з 2004 р. господарство за формою власності стає приватним. З 1995 року розпочалось розподіл колгоспних земель у приватну власність. У 2000 р. колишні колгоспники отримали Акти на землю (пай склав 4,04 га), сільським працівникам соціальної сфери було виділено землі загальною площею 194, 5 га. Після розподілу колишніх колективних земель в приватну власність стали активно засновуватися приватні фермерські господарства, що спеціалізувалися на вирощуванні зернових та технічних культур, зокрема 1998 р. «Лісове»; у 2000 р. — 2009 (?) агрофірми «Лан», «Родень-10» (50 га); у 2001 р. — «Родень-7» (50 га), «Родень-8» (25,9 га), «Родень-9» (50 га); у 2001 р. — «Ганнуся» (16 га) ; у 2002 р. «Валерія» (16 га); у 2008 р. — «Спліт» (23,5 га); Кравченко Г. В. (23,5 га): Станом на 1 липня 2013 р. сільськогосподарські угіддя землевласників, пайовиків та окремих фермерських господарств («Ганнуся», «Валерія», «Лан», «Спліт»), обробляють переважно приватні сільгосппідприємства ПП «Эвросем» (1390,41 га) та ПП «Соснова» (1572,11 га). З орендованих загальних угідь підприємства використовують під ріллю — 2609,55 га. , сіножать — 352,9 га. В 90-х рр. XX ст. на території земельних угідь сільської Ради було засновано чимало садових товариств, які станом на 2013 р наймають площу 194,5 га.

##### Інфраструктура
В 1890 р. відкрита лікарська дільниця, що мала в штаті одного дипломованого лікаря та сповивальну бабку. Головним завданням лікарів була вакцинація віспи в усій волості. В 1892 р.було відкрито дільничну лікарню на 1 покій і 6 ліжок. Тут же здійснювався прийом амбулаторних хворих. В штаті працювали лікар, фельдшер та сповивальна бабка. Станом на 1927 р. в лікарні працювало 3 медпрацівника: 2 фельдшери і акушерка. В 1946—1968 роках працювала лікарня на 25 місць, колгоспний пологовий будинок, амбулаторія, аптечний пункт. Лікарня працювала до 2006 р., а з цього року реорганізована у Помоклівську сільську амбулаторію загальної практики — сімейної медицини Переяслав-Хмельницької райлікарні. В амбулаторії обладнані кабінети стоматолога, терапевта, фізіотерапії, маніпуляційний де щодня по графіку ведуть прийом лікарі з районної лікарні. Також працює денний стаціонар на 2 ліжка. В 1892 р. відкрите земське початкове училище, а в 1894 р. ще й церковнопарафіяльна початкова школа, яка працювала до 1917 р. В 1919 р. земське початкове училище було реорганізовано у Трудову початкову школу. Навчання проводилось у дві зміни, бо дітей нараховувалось до 500 осіб. Для ліквідації неписемності серед дорослих жителів села було створено школу — лікнеп (1925—1927 рр.). У 1937 році школа реорганізована у повну середню школу з семирічним і десятирічним терміном навчання. В 1939 році було відкрите нове приміщення школи на 700 учнів, яке в 1941—1943 рр. знищили німецько-нацистські окупанти. В 1944 р. відновилось навчання в початкових класах, а з 1946 року — у старших класах. Учні навчались в двох шкільних будинках. В 1991 р. збудована нова школа, розрахована на 225 учнів. У 2002 р. середня школа була реорганізована в Помоклівське навчально-виховне об'єднання (НВО) «Загальноосвітня школа І-ІІІ ступенів — дошкільний навчальний заклад». Станом на 1 липня 2013 р. навчально-виховний процес забезпечують 18 вчителів, у селі проживає 55 дітей шкільного віку. В школі створені три музеї: Освіти, який представляє розвиток шкільної освіти на селі;. Рушника, де зберігається понад 123 зразків рушників села Помоклі, а також народний одяг; Етнографічна Світлиця, експонати якої ознайомлюють учнів з побутом та традиціями села. Перша бібліотека була відкрита в селі 28 липня 1895 при волосному правлінні (фонд 104 книги). 10 вересня 1904 р. комітетом опікунства народної тверезості була відкрита ще одна безкоштовна бібліотека при чайній (клубний заклад). В 1919 р. бібліотеки були об'єднані в одну сільську бібліотеку, книжковий фонд якої на 1941 рік становив 3500 книг. Бібліотека була втрачена під час війни 1941—1945 рр. і відновила свою роботу в 1946 р. Станом на 1 липня 2013 р. книжковий фонд становить 13 647 книг. В 1913 р. в селі була відкрита ветеринарна дільниця при якій працював дипломований ветлікар та фельдшер. В 1946 р. дільниця реорганізована в ветеринарну лікарню, яка діяла до кінця XX ст., потім була реорганізована у ветеринарний пункт (1 штатний лікар), підпорядкований Переяслав-Хмельницькій міськрайонній ветеринарній лікарні. В 1900 р. відкритий будинок чайної, який в 1919 р. перейменований на хату-читальню. В 1939 р. на місці колишньої церкви побудоване клубне приміщення, яке використовувалось до 2007 р., потім було розібране для будівництва церкви. Сучасний клуб розміщений у відремонтованому будинку колишньої сільської крамниці. При сільському будинку культури постійно працюють аматорські колективи. У 1990 році були створені вокальні ансамблі стародавньої пісні «Надвечір'я», «Помокляночка», а в 2000 р. дитячий фольклорний ансамбль «Джерельце» та тріо «Лілея». В селі з 1920-х рр. XX ст. по 2004 р. діяло колективне товариство споживчої кооперації, основним видом діяльності якого була роздрібна торгівля. У 2004 р. переходить у приватну власність Помоклінське споживче товариство. Станом на 1 липня 2013 р. продовольчими товарами та побутовими товарами першої необхідності забезпечують населення переважно ПП «Карнаух» та ПП «Недільченко» в 5 крамницях. У приватному порядку надають послуги населенню перукар і майстер по пошиву одягу в приміщенні сільської Ради. В селі працює відділення поштового зв'язку, соціальна служба по обслуговуванню одиноких престарілих непрацездатних людей. В 50-х рр. XX ст. здійснена радіофікація, електрифікація всіх житлових будинків. Наприкінці 70-х рр. ХХ ст. відбулось масове підключення абонентів до телефонної мережі Укрзв'язку, з 1983 р. — до природного газопостачання.

##### Церква
У 2003 р. в селі утворилась християнська громада православного віросповідання, яка була офіційно зареєстрована 12 листопада 2007 р. як релігійна громада Української православної церкви Київського Патріархату. Відправи проводились у пристосованому приміщенні. У 2009 р. сільською Радою, на прохання громади, була виділена ділянка землі, на якій розпочалось будівництво храму. Церква цегляна, на одну наву, навколо якої чотири маленькі главки. Храм зведений на старому церковищі, де ще в 1755—1756 рр. була збудована перша дерев'яна церковка. В 1849 р. дерево потрухло, тому будівля була розібрана і за одне літо перекладена у значно більших розмірах, на п'ять нав. Храмові богослужіння здійснювались до 1931 р., потім приміщення розібрали, а дерево використали на будівництво клубу. Діюча церква на честь Покрова Пресвятої Богородиці була освячена Святійшим Патріархом Київським і всієї Руси України Філаретом 26 травня 2012 р.

##### Пам'ятки історії
1. Братська могила радянських воїнів загиблих в 1941—1945 рр.: технік-інтендант 2-го рангу Корнієць Василь Трохимович, 1914 року народження; політрук Щербаков Микола Григорович, 1912 р.н.; червоноармієць Коротков Василь Петрович, 1912 р.н. та ще 6 невідомих. Цегляна стела з гранітною дошкою з іменами, поруч дошка сірого граніту з присвятою: «Вечная слава воинам погибшим за свободу и независимость нашей Родины 1941—1945». Знаходиться в центрі села поруч церкви.
2. Могила активного учасника громадянської війни в росії Павленко Макара Дорофійовича. 1898—1919. Знаходиться в центрі села поруч церкви.
3. Пам'ятний знак «Вічна слава — односельчанам, які загинули у Великій вітчизняній війні 1941—1945». Цегляна стела з барельєфом (профіль солдата в касці) та дошкою з іменами. Знаходиться в центрі села поруч церкви.
4. Пам'ятний знак жертвам Голодомору. Хрест встановлено 19 серпня 1994 року на наймасовішому загальному захороненні на кладовищі Тишкків Гай.

## В складі Ташанської сільської громади
с. Помоклі до складу громади увійшло 30 червня 2019 року. В 2020 році розвиток села не відбувався у зв'язку з тим що громаду не включили до державного бюджету. В 2021 році був невеликий розвиток. Був найнятий лікар до Помоклівської амбулаторії загальної практики, проведено ямковий ремонт центральних вулиць, відкритий пункт нової пошти, також визначено Помоклі як місце проведення свята Івана Купала громади.

З інфраструктури села станом на 2023 рік є:
Амбулаторія загальної практики сімейної медицини;
Старостинський округ;
Відділення Укрпошти що працює у четвер та суботу;
Три крамниці;

Школи та дитсадка немає, дітей дошкільного віку возять до Виповзького ЗДО шкільним автобусом. А дітей шкільного віку саме за рахунок громади возять до Виповзької гімназії, Полого-Вергунівського ліцею, Малокаратульської початкової школи.
У 2023 році заплановано капітальний ремонт вулиці Новоселиця. Проводиться капітальний ремонт вулиць Зарічна, Шевченка та Хутірська та поточний ремонт вулиці Страдного.

## Персоналії
- Науменко Людмила (* 1993) — українська баскетболістка-форвард національної збірної України з баскетболу.